# Lele Mora
Dario Gabriele Mora, detto Lele (Bagnolo di Po, 31 marzo 1955), è un personaggio televisivo ed agente dello spettacolo italiano.
Coinvolto in numerosi procedimenti giudiziari e in inchieste di grande impatto mediatico, è stato condannato per evasione fiscale, bancarotta fraudolenta e favoreggiamento della prostituzione per una pena complessiva di 6 anni e 1 mese di reclusione, che Mora ha scontato in affidamento alla comunità Exodus di don Antonio Mazzi.

## Carriera
Inizia la sua carriera come insegnante presso l'IPSAR Luigi Carnacina di Bardolino (VR). Nel 1975 apre a Verona il Lele Club, primo locale gay della Penisola. Nel 1978 inizia a fare l'assistente per Patty Pravo, Loredana Bertè e Nilla Pizzi. A fine anni ottanta è PR per un beauty center di Verona, che trasforma in un ritrovo di vip, calciatori e showgirl. Nel 2000 apre a Milano la LM Managements. Estende l'iniziale attività di manager sportivo anche al mondo della musica e dello spettacolo, e affianca all'attività di agente l'organizzazione di "eventi" aziendali, divenendo lui stesso showman e uomo immagine. Cura l'immagine di molti artisti, proponendoli nell'ambito televisivo e delle sponsorizzazioni come testimonial. 
Tra i personaggi che sono o sono stati in passato sotto contratto con la sua agenzia vi sono Simona Ventura, Alberto Castagna, Alda D'Eusanio, Luisa Corna, Maria Teresa Ruta, Antonella Elia, Marco Balestri, Marco Bellavia, Mirca Viola, Naike Rivelli, Christian De Sica, Aída Yéspica, Remo Girone, Sabrina Ferilli, Valeria Marini, Walter Nudo, Michele Santoro, Vittorio Emanuele di Savoia, Francesca Lodo, Costantino Vitagliano, Daniele Interrante, Francesco Arca, Sara Tommasi, Cecilia Capriotti, Rocco Casalino, Fabrizio Corona, Barbara Guerra, Brigitta Bulgari, Ciro Petrone, Alessandra Sorcinelli, Ben Dj, Imane Fadil, Francesca Cipriani, Paola Caruso e l'ex-presidente della Camera Irene Pivetti.
Nella stagione 2008 avvia il progetto Lele Mora House prestando il nome ad un famoso locale di Desenzano del Garda (BS) su richiesta della gestione dell'epoca. Il locale riscuote un grande successo e ospita star internazionali come Paris Hilton. Il 3 aprile 2008 il locale subisce un incendio doloso, la stessa notte in cui Lele Mora viene assolto dalle accuse che gli erano state rivolte durante il caso di Vallettopoli. Dopo alcuni mesi, viene ritenuto colpevole dell'incendio il responsabile della sicurezza del parcheggio del Sesto Senso, un'altra discoteca di Desenzano (anch'essa andata a fuoco). Tuttavia, assieme al presunto incendiario, vengono indagati anche Leo Peschiera e altri cinque suoi soci, tutti gestori del Lele Mora House, i quali avrebbero precedentemente malmenato il sospettato dell'incendio al locale da loro gestito.
Mora non ha mai nascosto le sue forti simpatie per il nazifascismo, essendo stato ripreso nel documentario cinematografico Videocracy - Basta apparire nell'atto di sfoggiare con il proprio videofonino alcune immagini fasciste e più svastiche naziste, oltre che una suoneria sulle note di Faccetta nera.
Nel marzo del 2013 ha presentato al circolo della stampa di Milano il libro La mia verità sui 407 giorni trascorsi in carcere per bancarotta fraudolenta. L'incontro è stato introdotto da Platinette, che Mora ha scelto come agente. Per l'occasione ha parlato di Fabrizio Corona («È malato, soffre di disturbo bipolare») e di Silvio Berlusconi («Non lo sento e non lo vedo dal 7 gennaio 2011; come capita spesso ai re è un uomo molto solo che si è circondato di persone sbagliate. Forse lo sono stato anch'io»).
Nel gennaio del 2017 entra a far parte dello staff della tennista Camila Giorgi e a settembre torna a fare l'agente di Simona Ventura, Claudio Lippi e della modella Cicelys Zelies.

## Procedimenti giudiziari

### Spaccio di droga
Nel 1989 viene arrestato a Verona per spaccio di droga e messo in custodia cautelare in carcere.
Il 30 marzo 1990 il tribunale penale di Verona lo condanna a 3 anni e 4 mesi di reclusione per spaccio di droga, pena poi ridotta in appello a un anno e sei mesi.

### Evasione fiscale
Nel 2000 Mora viene condannato dal fisco per evasione fiscale di 5000000000 L.
Nel febbraio del 2008 viene nuovamente condannato, sempre per evasione fiscale, per 5600000 €. Lele Mora e Mirko Mora (rappresentante legale della LM Managements e figlio di Lele) tra il 2003 e il 2004 hanno scaricato come spese legate alle loro attività cifre relative a spese che l'agenzia delle entrate ha ritenuto di carattere personale o comunque non legate alla loro attività commerciale. Tra queste spese si annoverano regali ad amici e collaboratori, viaggi pagati a persone non legate alla loro società, affitti di residenze in Sardegna e cene personali. In questo modo la società ha potuto dichiarare guadagni quasi inesistenti, in frode al fisco. Gli stessi Lele e Mirko Mora dichiaravano stipendi annuali inferiori ai 10000 € pur vivendo in una casa con un affitto di 220000 € annui.
Pur facendo ricorso contro tali pronunce, nel febbraio 2008 Mora viene condannato al pagamento di 30000 €, per debiti verso il fisco e spese legali. Successivamente, lo stesso Lele Mora, ha rilasciato dichiarazioni all'ANSA secondo cui: 

### Vallettopoli
Il 12 marzo 2007 gli viene notificato, dal PM di Potenza Henry John Woodcock, il divieto d'espatrio in base a intercettazioni telefoniche nell'ambito della indagine definita dalla stampa come Vallettopoli, divieto poi revocato l'11 maggio seguente. Il 29 febbraio 2008 Lele Mora viene prosciolto dalle accuse riguardanti nello specifico le presunte estorsioni effettuate da Fabrizio Corona ai danni di alcuni VIP. Il PM ha chiesto l'archiviazione per l'agente dei vip.
Corona invece viene prima condannato, nel 2011, a 1 anno e 5 mesi di carcere per le tentate estorsioni nei confronti dei calciatori Coco e Adriano, poi condannato nel 2013 a 5 anni per l'estorsione a David Trezeguet con entrambe le sentenze passate in giudicato e infine arrestato a Cascais e estradato in Italia nel gennaio del 2013 dopo una latitanza durata sei giorni.

### Bancarotta fraudolenta ed evasione fiscale
Dopo che la LM Managements viene dichiarata fallita dal tribunale di Milano nel giugno del 2010, Lele Mora viene iscritto nel registro degli indagati per bancarotta fraudolenta ed evasione fiscale.
Il 29 luglio 2010 gli viene notificato l'avviso di chiusura delle indagini preliminari. I finanzieri del Nucleo di Polizia Tributaria della Guardia di Finanza di Milano contestano a Mora ed altri sette imputati (tra cui Fabrizio Corona) un'evasione fiscale di 17000000 €, frutto di una serie di false fatture emesse da un imprenditore genovese, tale Marcello Silvestri, il quale, grazie ad alcuni prestanome, avrebbe emesso fatture false per consentire a vari imprenditori (tra cui Mora e Corona) di ridurre il reddito imponibile delle rispettive società, abbassando quindi l'ammontare delle imposte dovute al Fisco. Secondo gli inquirenti milanesi la LM Management di Mora e la Corona's, fallite rispettivamente nel 2010 e nel 2008, tra il 2005 e il 2007, avrebbero evaso rispettivamente 4000000 e 3800000 €. Mora avrebbe poi distratto personalmente circa 8500000 € dalle casse della sua società che sarebbero stati trasferiti all'estero e mai rintracciati dai PM che per questo hanno acceso delle rogatorie in Svizzera.
Il 17 dicembre seguente viene chiesto il rinvio a giudizio.
Il giudice dell'udienza preliminare di Milano, il 28 aprile 2011, dà ragione ai legali di Lele Mora dichiarando l'incompetenza territoriale dei magistrati milanesi a decidere. Il processo viene quindi trasferito a Bergamo mentre Corona viene condannato a 4 anni di carcere.
Il 20 giugno seguente Mora viene arrestato e tenuto in stato di detenzione presso il carcere di Opera, "stanti le descritte professionalità criminali e capacità economica di origine illecita 'doppiate' dall'attività di drenaggio di denaro anche successiva alla dichiarazione di fallimento" delle sue società. Mora ha così deciso di patteggiare la condanna a 4 anni e 3 mesi. Il tutto viene ratificato il 4 novembre dal GUP di Milano Elisabetta Meyer. La sentenza è così passata in giudicato.
Il 29 marzo 2012 Lele Mora si accorda con la Procura di Bergamo per un ulteriore patteggiamento a 7 mesi di carcere che, in continuazione sommati a quelli previsti dagli altri processi a suo carico, avrebbero fatto un totale di 4 anni e 10 mesi di carcere. Il GUP si sarebbe pronunciato il 26 settembre seguente ma già il 1º agosto il tribunale di sorveglianza dispone la sua scarcerazione in attesa della pronuncia sulla richiesta di affidamento in prova ai servizi sociali, avanzata dai suoi legali. Lele Mora a partire da settembre viene affidato alla comunità Exodus di don Mazzi mentre a Corona, in secondo grado, il 7 giugno era stata ridotta leggermente la pena a 3 anni e 10 mesi.

### Favoreggiamento della prostituzione
Nell'ottobre 2010, insieme a Emilio Fede, Mora è coinvolto nello scandalo che vede al suo centro la minorenne marocchina "Ruby". Pare che siano stati proprio i due a presentare la giovane al presidente del Consiglio Silvio Berlusconi.
Nel gennaio 2011 Mora è indagato dalla procura della Repubblica per favoreggiamento della prostituzione insieme a Silvio Berlusconi, Emilio Fede e Nicole Minetti relativamente al caso Ruby.
Il 19 luglio 2013 Mora, assieme ai due co-imputati nell'ambito del processo Ruby bis, è condannato dal tribunale di Milano a 7 anni di reclusione per favoreggiamento della prostituzione e all'interdizione a vita dai pubblici uffici. Mora rinuncia al ricorso in secondo grado.
Il 13 novembre 2014 la Corte d'appello gli riconosce la continuazione con la pena a 4 anni e 3 mesi già patteggiata per bancarotta arrivando complessivamente a 6 anni e un 1 mese di reclusione, pena che Mora sta scontando in affidamento alla comunità Exodus di don Mazzi per la quale si occupa dell'orto e vende abiti al mercato, lavorando inoltre per la società del figlio per 1200 € al mese.
Al 2015 deve scontare ancora 2 anni ai servizi sociali con delle precise restrizioni: può andare solo in Lombardia e Veneto e non può lavorare nello spettacolo. Il 23 maggio 2018 Emilio Fede viene assolto in appello per l'accusa di bancarotta della società di Lele Mora.

## Vita privata
Lele Mora è stato sposato con Maria Giovanna e ha due figli, Diana e Mirko, che lavorano con lui; si professa cattolico.
Il 27 settembre 2010 Lele Mora, interrogato dai PM nell'ambito dell'inchiesta relativa al crac della Corona's S.r.l., disse:
Nel settembre del 2019 annuncia di avere un tumore maligno situato tra polmoni e reni.

## Filmografia

### Attore cinematografico
- Vita Smeralda regia di Jerry Calà (2006)
- Videocracy regia di Erik Gandini (2009)
- Sexocracy regia di Ruben Maria Soriquez (2011)